# Timothy Hawker
Timothy Hawker (* 8. Mai 1980) ist ein US-amerikanischer Boccia-Spieler.
Durch eine Geburt, bevor seine Lungen voll funktionstüchtig waren, erlitt Hawker eine ungenügende Sauerstoffversorgung des Gehirns. Daraus resultierte eine Infantile Zerebralparese, die vor allem seine motorischen Fähigkeiten beeinträchtigt. Des Weiteren ist Hawker taub und kann nicht sprechen, wodurch er sich nur durch Zeichensprache verständigen kann.
Als Hawker im Alter von zwölf Jahren von der United Cerebral Palsy Athletic Association (heute bekannt als National Disability Sports Alliance) erfuhr, führte das dazu, dass er erstmals mit der Sportart Boccia in Berührung kam. Ein Jahr später musste die Familie nach Chicago ziehen, da Hawkers Vater dorthin versetzt worden war. Dort angekommen trat Hawker den Windy City Warriors bei und begann Boccia zu spielen, wobei er am Anfang kaum den Ball halten konnte. In seiner Karriere als Sportler nahm Hawker bis jetzt insgesamt dreimal an den Paralympischen Spielen teil.
Bis 2001 besuchte er die Springfield High School in Holland, Ohio. Derzeit arbeitet er für Lott Industries in Toledo, Ohio.

## Erfolge
- 1997: Robin Hood Games in Nottingham, England: Bronze
- 1997: American Boccia Championships in Vancouver: 5. Platz
- 1998: Boccia World Championships auf Long Island, New York City: 33. Platz
- 1999: Pan America Boccia Games in Mar del Plata, Argentinien: 33. Platz
- 2000: Sommer-Paralympics in Sydney: 21. Platz
- 2002: Boccia World Championships in Portugal: 22. Platz
- 2002: Boccia Americans Championships in Topeka, Kansas: Silber
- 2003: Boccia World Championship in Neuseeland: 31. Platz
- 2004: Sommer-Paralympics in Athen: 16. Platz
- 2005: American Boccia Championship in Mar del Plata, Argentinien: 5. Platz
- 2006: Boccia World Championship in Rio de Janeiro, Brasilien: 5. Platz
- 2007: Boccia World Cup in Vancouver: 16. Platz
- 2008: Sommer-Paralympics in Peking